# Chaise
Pour les articles ayant des titres homophones, voir Chèze et Chaize.
Pour les articles homonymes, voir Chaise (homonymie).
Une chaise est un type de siège, c'est-à-dire de meuble muni d’un dossier et confectionné afin qu’une personne s'assoie dessus. Un siège pour une personne sans dossier ni repose-bras s'appelle un tabouret; pour plus d'une personne c'est un sofa ou un banc.
Le dossier s’élève parfois au-dessus de la hauteur de la tête, et souvent ne s’étend pas jusqu’au siège, permettant une circulation d'air. Le dossier et parfois l'assise sont souvent faits de matériaux poreux ou sont ajourés à fins de décoration et de ventilation, il y a quelquefois des repose-têtes séparés.
La chaise comporte :
- un piètement, composé de quatre pieds, parfois renforcé par une entretoise ;
- une assise, la profondeur d'assise d'une chaise est comprise entre 45 et 55 cm, et sa hauteur est normalement de 45 cm ;
- un dossier.

Elle ne comprend que très rarement des accotoirs (bras) réservés aux fauteuils mais elle peut comporter un accoudoir sur le haut du dossier comme pour le Prie-Dieu ou la chaise ponteuse.

## Historique

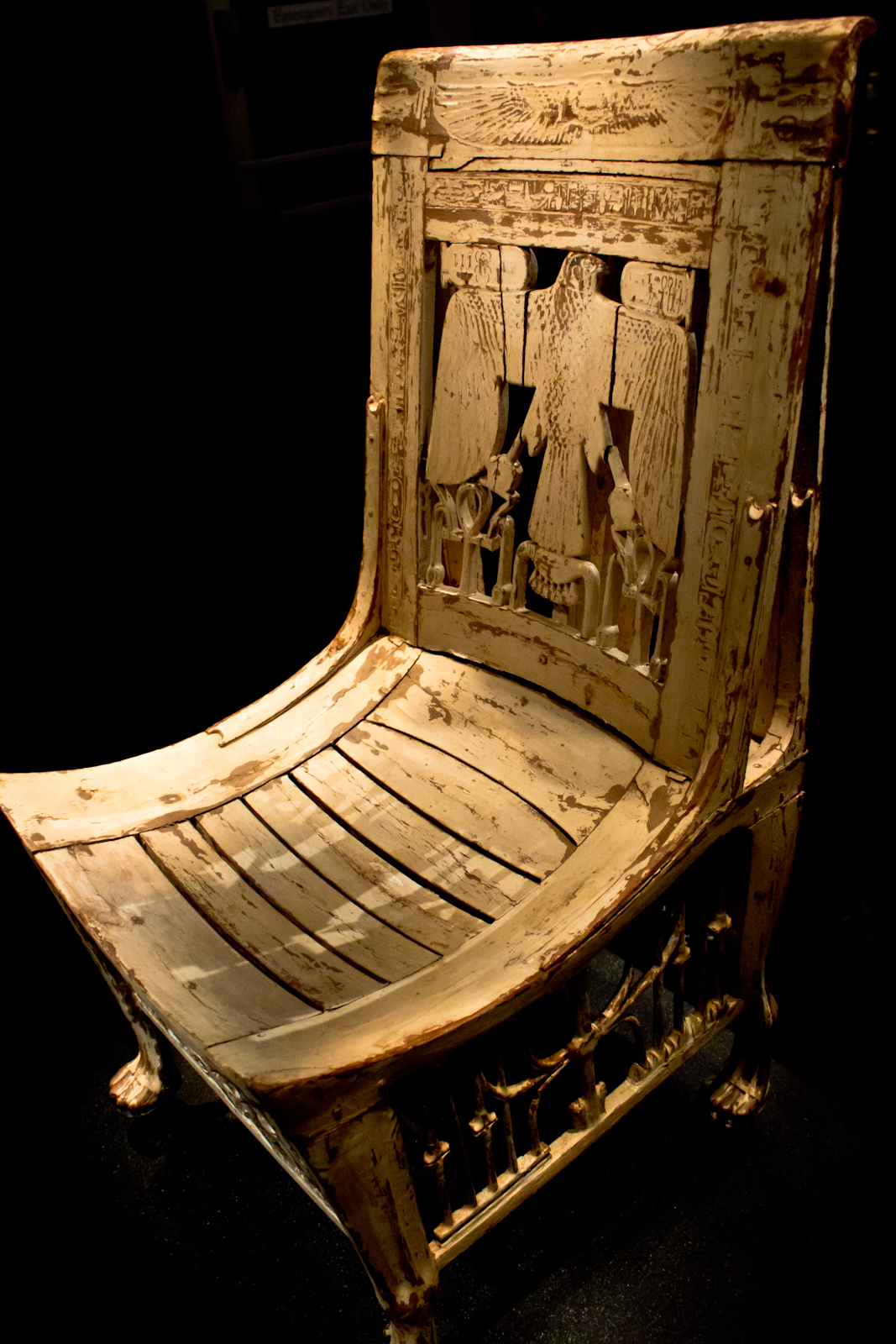
La chaise de Toutânkhamon.

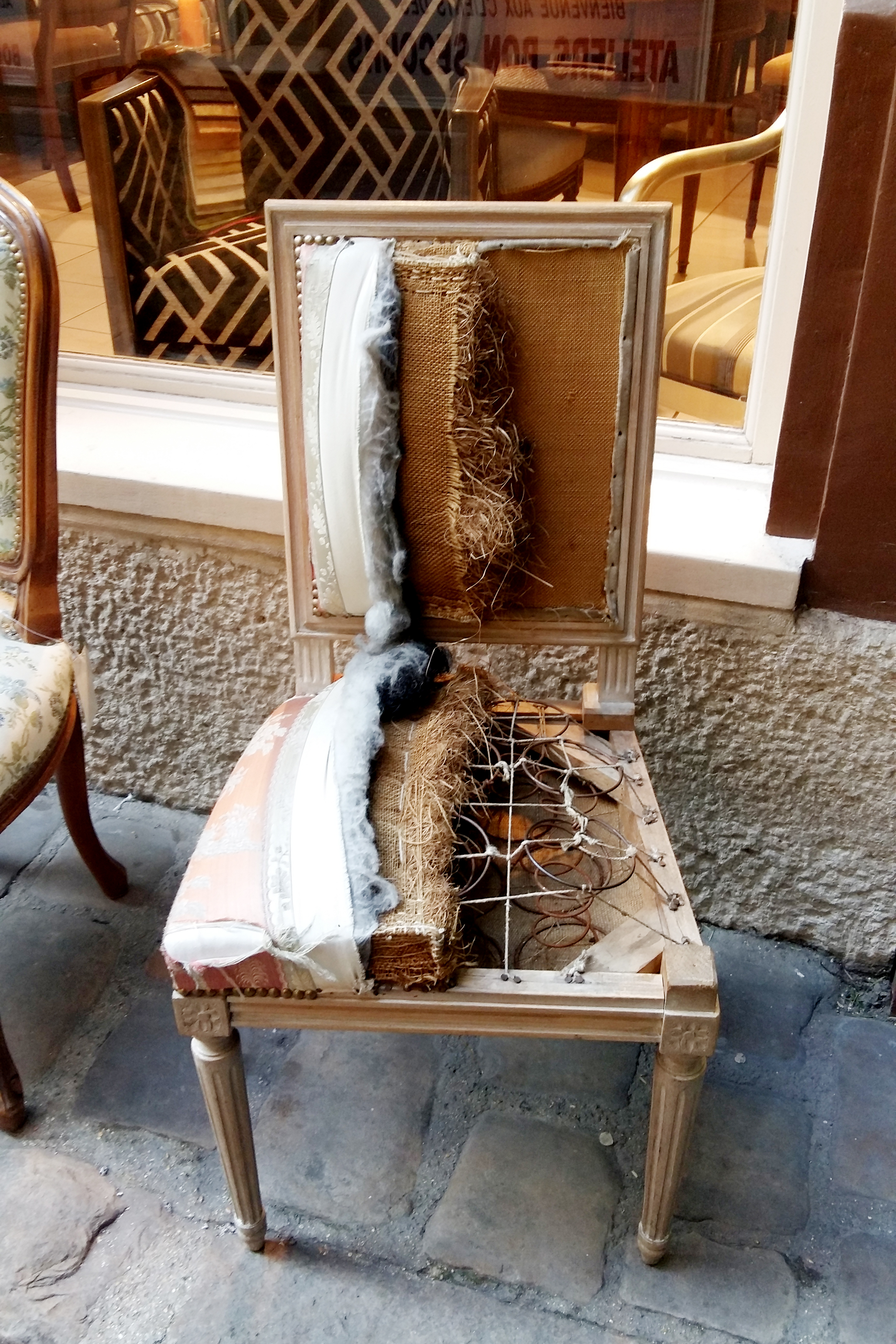
Chaise artisanale coupée laissant voir son intérieur.

Les représentations les plus anciennes de chaises se trouvent dans l'art égyptien ancien et dans l'art grec classique.
Aux débuts de la première dynastie égyptienne (de -3185 à -2925 de notre ère), la charpenterie s'est développée rapidement, probablement aidée par la prolifération d'outils en cuivre. Les résidences les plus aisées ont commencé à  être équipées avec des lits, des coffres, des chaises et des tabourets, parfois embellis avec des éléments de cuivre ou d'ivoire. Les pieds des meubles étaient souvent taillées en forme de pattes d'animaux domestiques.
Au Ve siècle av. J.-C. les grecs inventent le Klismos, une chaise au dossier et aux pattes incurvés. Ces chaises sont omniprésentes dans l'art grec de l'époque, où elles servent de siège à toutes sortes de personnages.
Dans la Rome antique, les consuls et les personnalités importantes disposaient d'une chaise curule, qui leur était réservée et qu'ils faisaient transporter avec eux dans leurs déplacements. Il s'agissait d'un siège sans dossier, en ivoire ou incrusté en ivoire, assez haut, dont les pieds étaient recourbés et croisés en forme de X.
En Chine, selon le sinologue Donald Holzman, la chaise a été introduite au début de l'ère chrétienne, autour de 175 apr. J.-C. L'empereur Han Lingdi, amateur des objets provenant d'occident, en instaura la mode. Ces chaises étaient utilisées hors de la maison et sans cérémonie pendant des siècles. Il s'agissait de chaises pliantes, seul véritable siège utilisé par les Chinois (hors divans et tabourets) jusqu'au développement dans le pays des chaises au cadre fixe entre 750 et 960.
Le Moyen Âge en Europe était une époque dans laquelle les gens communs possédaient très peu de chaises, trop couteuses pour eux. Ils devaient donc s’asseoir sur d'autres éléments, ou sur des bancs. C'est à la Renaissance que la chaise entre dans les maisons les plus aisées et ce n'est qu'au XVIIIe siècle qu'elle devient un meuble populaire en Europe.
En 1948, lors de l'exposition Low Cost Furniture Design au MoMA de New York, le prototype de la première chaise moulée en plastique en une seule pièce fut présentée par Edgar Kaufmann Jr., Robert Lewis et James Prestini.
Dans les années 1960, à cause de la Guerre du Pacifique, une pénurie en caoutchouc naturel (jusqu'alors importé des Indes néerlandaises et de la Malaisie) survient en Europe et aux États-Unis. Les fabricants de meubles se tournent alors vers des matières artificielles souples, telles que le nylon, le skaï et d'autres sortes de plastiques (ABS, polyester, polypropylène, etc.), qui sont déclinées pour la fabrication de chaises. Ce changement de matière première, destinée au début à combler une demande grandissante en meubles à cause de l'augmentation de la population, a permis une grande variété de formes, textures et coloris dans les chaises en plastique industrielles.
En 1973, le choc pétrolier et l'augmentation conséquente du prix du pétrole marquent le déclin de la conception de mobilier en plastique par les grands designeurs. Cependant, les meubles en plastique grand public connaissent un énorme succès, avec par exemple le tabouret Tam Tam (1968), vendu à presque 10 millions d'exemplaires.

### Styles historiques de chaises en France
Louis XIII (1610-1643)Bien qu'elle garde son dossier bas comme à la Renaissance, la chaise devient plus confortable grâce à l'apparition d'une garniture de jonc (dit rotin) et à celle des pelotes de crin recouvertes de tissu, de tapisseries ou de cuir.
Le piètement est généralement en bois tourné, en chapelet ou en colonne spiralée, le tout renforcé par une entretoise en H. On voit aussi l'apparition de la console et du balustre sur ces piètements.
La chaise ne perd pas encore ses bras, héritiers de l'époque médiévale, mais ils sont en bois tourné et non garni.
Louis XIV (1661-1715)Le dossier est plus haut et l'assise s'élargit. On ajoute de la passementerie à la garniture et le piètement est plus sculpté. Le balustre est encore en vigueur mais le piètement en os de mouton a beaucoup de succès. L'entretoise toujours nécessaire à cette époque passe progressivement d'une forme en H à une forme en X.
Régence (1715-1723)La chaise devient plus légère et la forme plus libre. La forme légèrement cintrée apparaît.
Le dossier, plus bas et plus arrondi sur ses angles, reste droit, un style particulier apparaît, les formes sont revues et l'influence des matériaux devient primordiale.
La traverse d'assise est sculptée d'un motif symétrique ; on y voit souvent une coquille.
Les pieds se cambrent légèrement et l'entretoise disparaît progressivement, annonçant le style Louis XV.
Louis XV (1723-1774)La légèreté des formes amorcée sous la Régence s'accentue encore, entre autres avec l'apparition du dossier concave vers 1730.
Les pieds et les traverses comportent de fines moulures et des sculptures asymétriques de plus en plus variées, dans le style rocaille ou en forme de fleurs naturelles. Le pied est bien cambré.
On commence à peindre les meubles dans des tons clairs (bleu, blanc et vert clair).
Transition (1755-1770)La matière est en pierre, la couleur est le gris, la forme est rectangulaire, ses dimensions : 283 x 441 de longueur et largeur, 45 et 55 cm la profondeur.

## Types de chaises

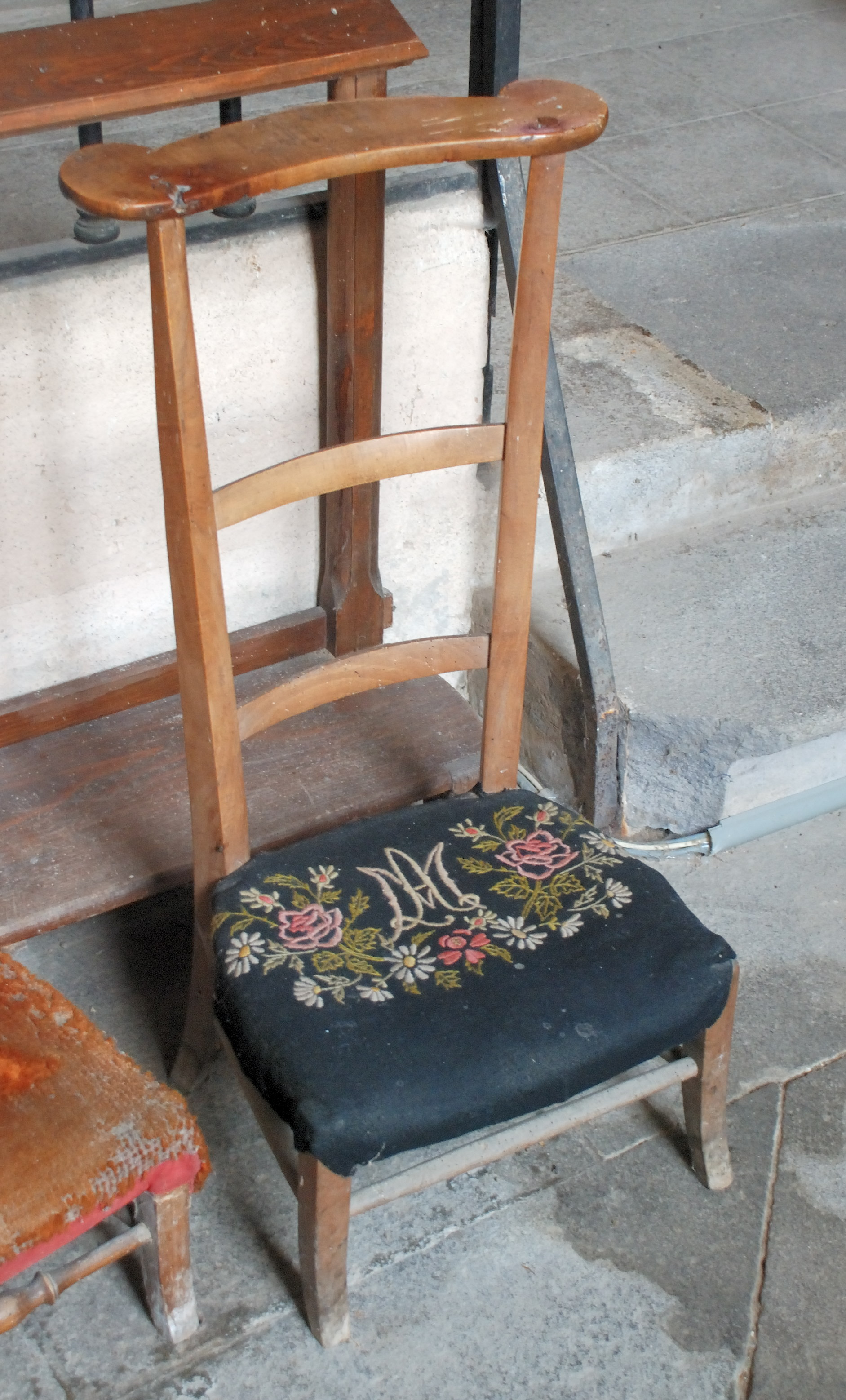
Un prie-Dieu.

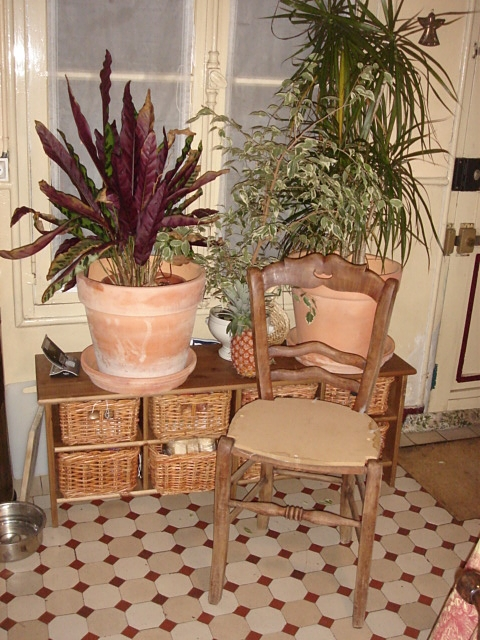
Chaise de cuisine.

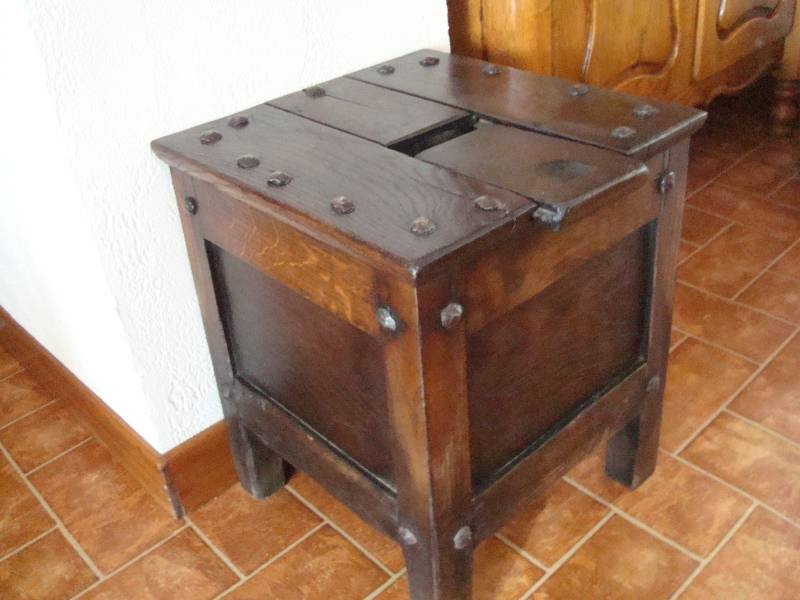
Coffre ou chaise à sel.

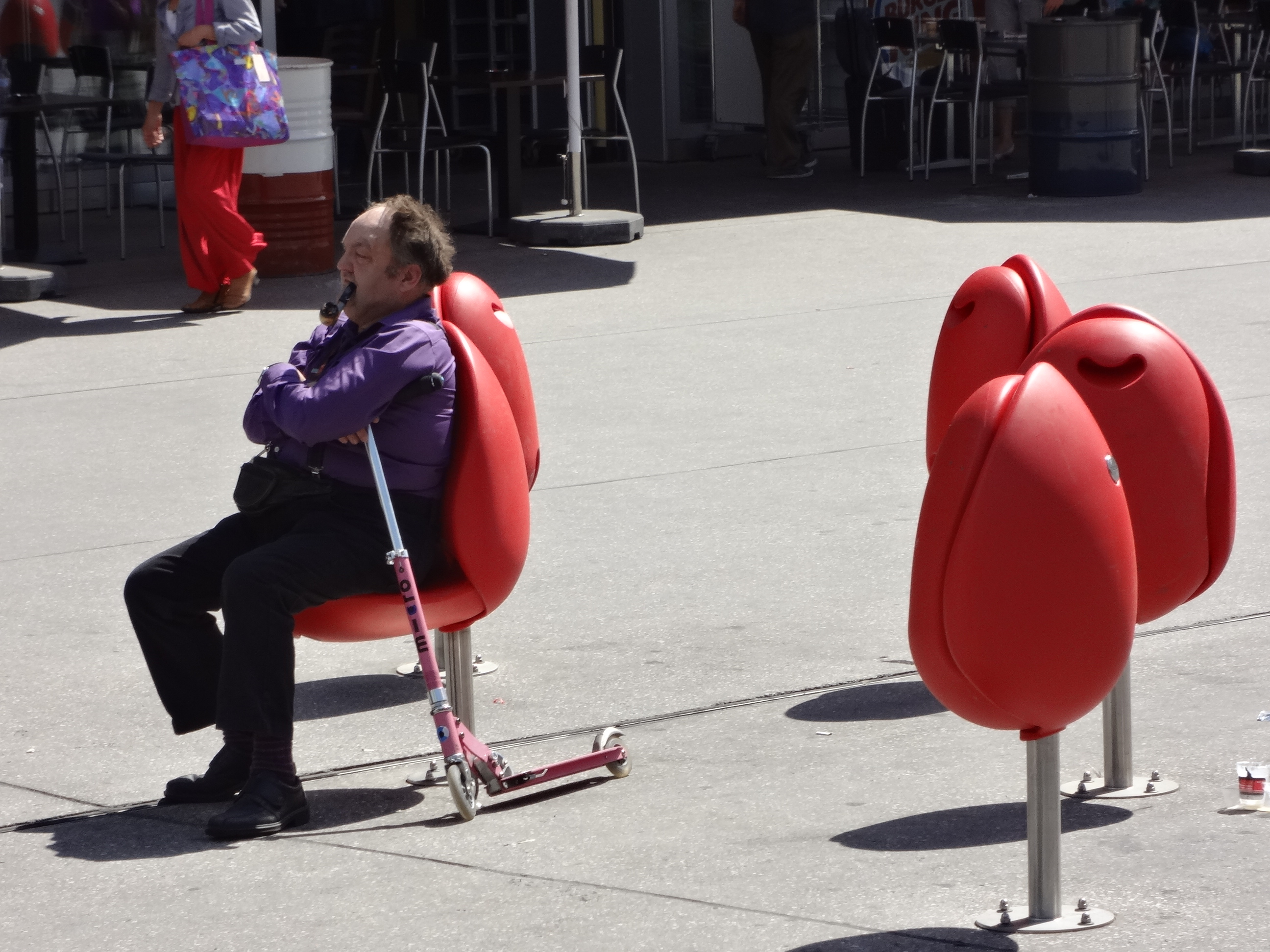
Chaise fixe, à pied unique, pliable, publique.

CathèdreSiège d'un évêque dans son église. Vient du grec καθέδρα / kathédra, « siège ». En vieux français « cathéder » c'est siéger. A évidemment donné « cathédrale ».
Caquetoire ou caqueteuseSiège rudimentaire à dossier élevé et droit, assise rectangulaire ou trapézoïdale, utilisé généralement près du feu, c'est l'ancêtre de la chauffeuse.
Chaise à basculeSiège dont les pieds avant et arrière sont reliés par deux bandes latérales incurvées permettant à la personne assise dessus de se balancer d'avant en arrière.
Chaise d'accouchementSiège qui servait à accueillir la parturiente pour l'aider dans le travail de l'accouchement.
Chaise à brasChaise comportant deux accoudoirs comme les fauteuils.
Chaise de bureauChaise à roulettes utilisée dans un bureau.
Chaise de caféChaise en rotin typique des cafés parisiens.
Chaise cantileverChaise qui n’a pas de pieds à l’arrière, elle est donc en porte-à-faux et dépend alors entièrement des propriétés physiques des matériaux dans lesquelles elle est faite. Son inventeur fut Mart Stam en 1926. De nombreux autres designers du XXe siècle se sont emparés du principe.
Chaise coqueChaise dont le dossier et l'assise sont d'un seul bloc généralement moulé dans un matériau synthétique. Le piétement peut être en métal ou en bois.
Chaise de commoditéTerme élégant pour désigner la chaise percée. Son assise est composée d'un coffre muni d'un couvercle, qui cachait soit un pot de chambre soit une bassine.
Chaise de conférenceChaise comportant au moins un bras sur lequel est fixée une tablette ou écritoire, le plus souvent pivotant et rabattable.
Chaise curuleSiège sans dossier, c'est plutôt une sorte de tabouret formé par deux pieds entrecroisés sur lesquels est tendu un morceau de tissu et sur lesquels siégeaient dans l'Antiquité les principaux magistrats de la République romaine.
Chaise électriqueSiège utilisé aux États-Unis pour l'électrocution des condamnés à mort.
Chaise d'enfant ou chaise hauteSiège élevé muni de bras et parfois d'un abattant, destiné aux jeunes enfants.
Chaise ergonomiqueChaise qui favorise une bonne posture du dos : siège assis-debout, siège-selle, siège assis-genoux.
Chaise de ferChaise brûlante sur laquelle était attaché un supplicié dépouillé de ses vêtements.
Chaise gondoleSiège au dossier arrondi et enveloppant, à montants latéraux cintrés.
Chaise longueSiège à dossier, parfois pliant, sur lequel on peut allonger les jambes.
Chaise MullcaNom de marque du modèle qui a remporté dans les années 1950 le marché de l’Éducation Nationale et qui a donc meublé toutes les écoles françaises pendant près de 50 ans. Elles sont faites d'un piétement en acier soudé tubulaire qui se prolonge par les montants du dossier ; le dossier lui-même et l'assise sont en bois multiplis courbé.
Chaise musicaleAu sens propre, jeu sportif. Au sens figuré c'est une expression péjorative qui désigne la façon dont sont attribués des postes à des candidats qui sont en plus grand nombre que celui des postes à pourvoir, par exemple pour attribuer les portefeuilles ministériels à des hommes politiques.
Chaise percéeVoir chaise de commodité dont elle est synonyme.
Chaise plianteSiège avec un système de pliage permettant une fois refermée de stocker la chaise dans un volume réduit.
Chaise voyeuse ou chaise ponteuseOriginaire du XVIIIe siècle utilisée autour d'une table de jeu, d'où son nom provenant du terme ponter qui signifie miser. C'est une chaise particulièrement étroite, plus particulièrement à l'arrière de l'assise, avec un haut dossier au sommet duquel se trouve un accoudoir rembourré cachant une boîte de jetons pour miser.
Chaise à porteursCabine munie de brancards et portée à bras d'hommes, utilisée pour se déplacer individuellement.
Chaise à selCoffre avec dossier ou non, pour le stockage clandestin du sel lors de la gabelle du sel. En usage du XIIIe jusqu'au début du XXe siècle pour dissimuler le sel de contrebande lors du contrôle des gabelous.
Chaise de styleChaise dont la fabrication suit les modèles courants à une époque donnée. Il peut s'agir d'une chaise datant réellement de l'époque ou bien d'une copie moderne. Par exemple Chaise Louis XV, Chaise Louis Philippe, Chaise Directoire...
Chaise ThonetChaise portant le nom de son inventeur dans les années 1850, faite de bois massif courbé. Sa version la plus simple, la plus célèbre, la plus fabriquée porte le numéro 14 à l'origine, 214 actuellement et est formée de 6 pièces dont 5 de bois massif courbé, assemblées entre elles par 12 vis et 2 écrous.
Chaise transatChaise de pont ou de bord, genre de chaise longue installée sur le pont d'un navire.
Chaise WindsorChaise dont le piètement et le dossier sont fixés à travers l'assise en bois sculptée. Le dossier est généralement formé de pièces cintrées et de fines baguettes.
ChauffeuseSiège confortable, bas et rembourré, dépourvu de bras et qui originellement permettait de se chauffer tout près du feu (d'où son étymologie).
Prie-DieuIl s'agit le plus souvent d'une sorte de chaise très basse (plus rarement d'un banc) dont l'assise ne sert pas à s'asseoir mais à s'agenouiller (agenouilloir) et dont le dossier ne sert pas à s'adosser, mais à s'accouder sur une tablette (accoudoir), à poser son livre de prière (repose-livre) ou à écrire s'il possède un pupitre. Certains prie-Dieu, possèdent une réelle assise, à hauteur normale d'assise, et qui est mobile : selon le sens où l'on tourne le siège et selon que l'on relève ou non l'assise, ce meuble sert de prie-Dieu ou de chaise d'église.
TabouretDésigne une chaise sans dossier.

## Fabrication des chaises
Le savoir-faire de la fabrication des chaises sur-mesure est répertorié à l’Inventaire du patrimoine culturel immatériel en France.
Un fabricant de chaises ne s’occupe que de la base de l’objet, c'est-à-dire les montants en bois composant les pieds, le dos, l’assise. Le reste de la chaise est fabriqué par d’autres corps de métiers : sculpture, rempaillage, tournage sur bois, décoration, vernissage, etc. Le fabricant doit cependant imaginer auparavant les différents modèles de chaises et réaliser les gabarits. Il suit la plupart du temps les tendances qui reflètent les demandes des clients.
Le savoir-faire de chaisier a aujourd’hui tendance à disparaitre face à la fabrication industrielle de chaises. Il a par ailleurs évolué avec le temps. Aujourd’hui, la fabrication ne se fait plus à la main comme au XXe siècle, mais avec des machines de découpe du bois et des tours à bois.

## Galerie de photographies

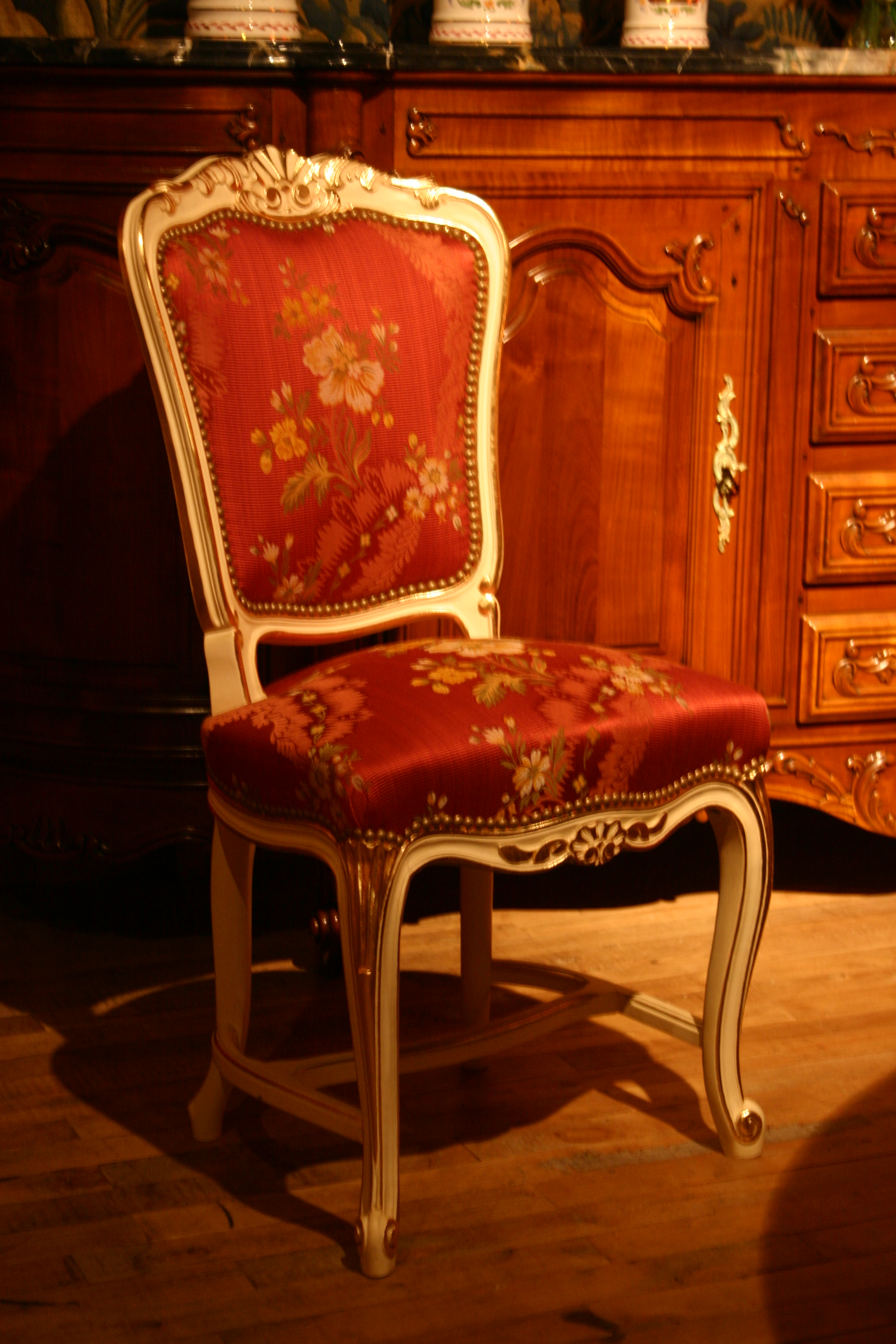
Chaise à entretoise de style Louis XV, réplique d'un modèle d'époque réalisé par les Ateliers Allot Frères.
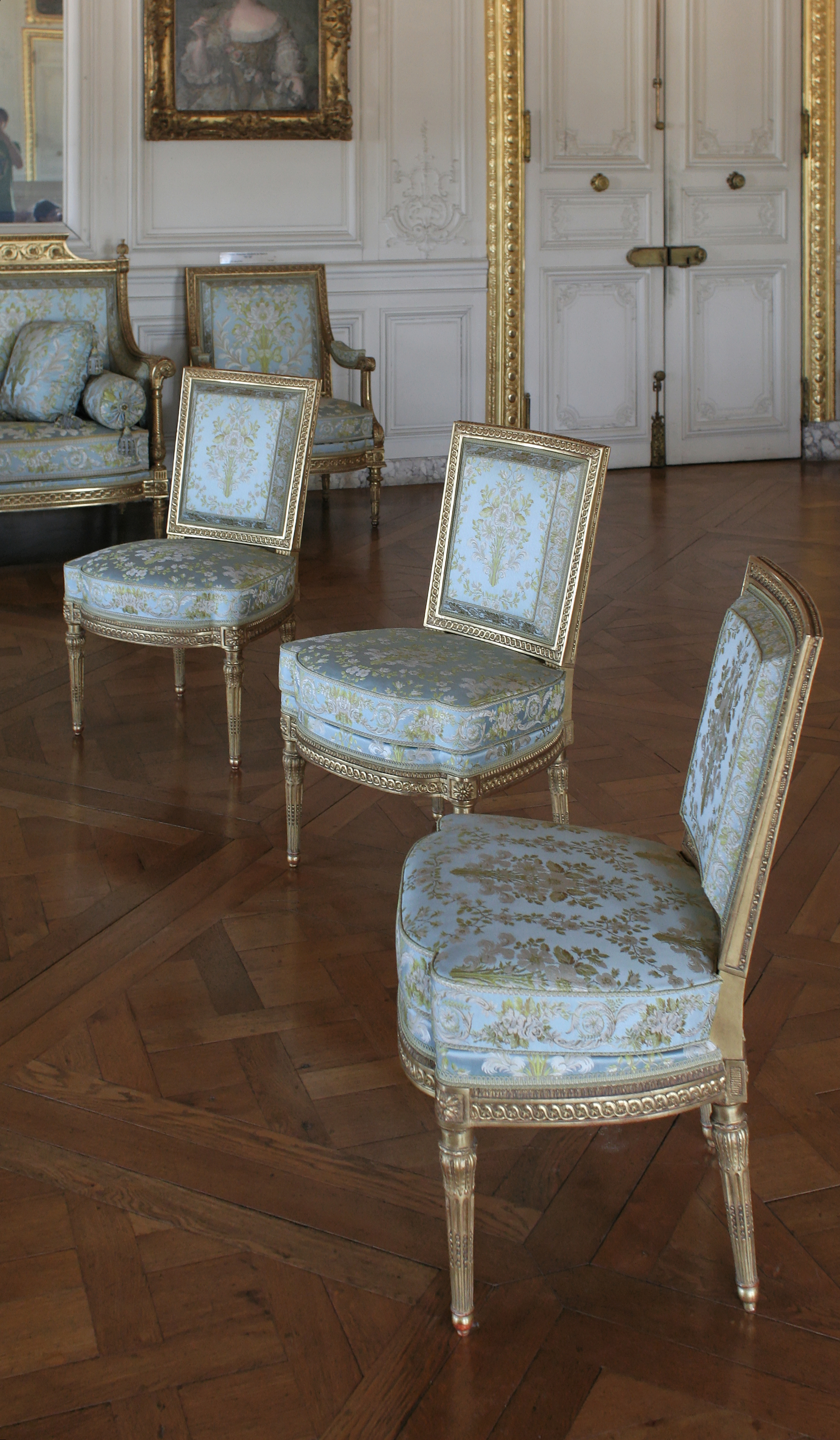
Chaises estampillées Georges Jacob, grand cabinet du Dauphin, château de Versailles.
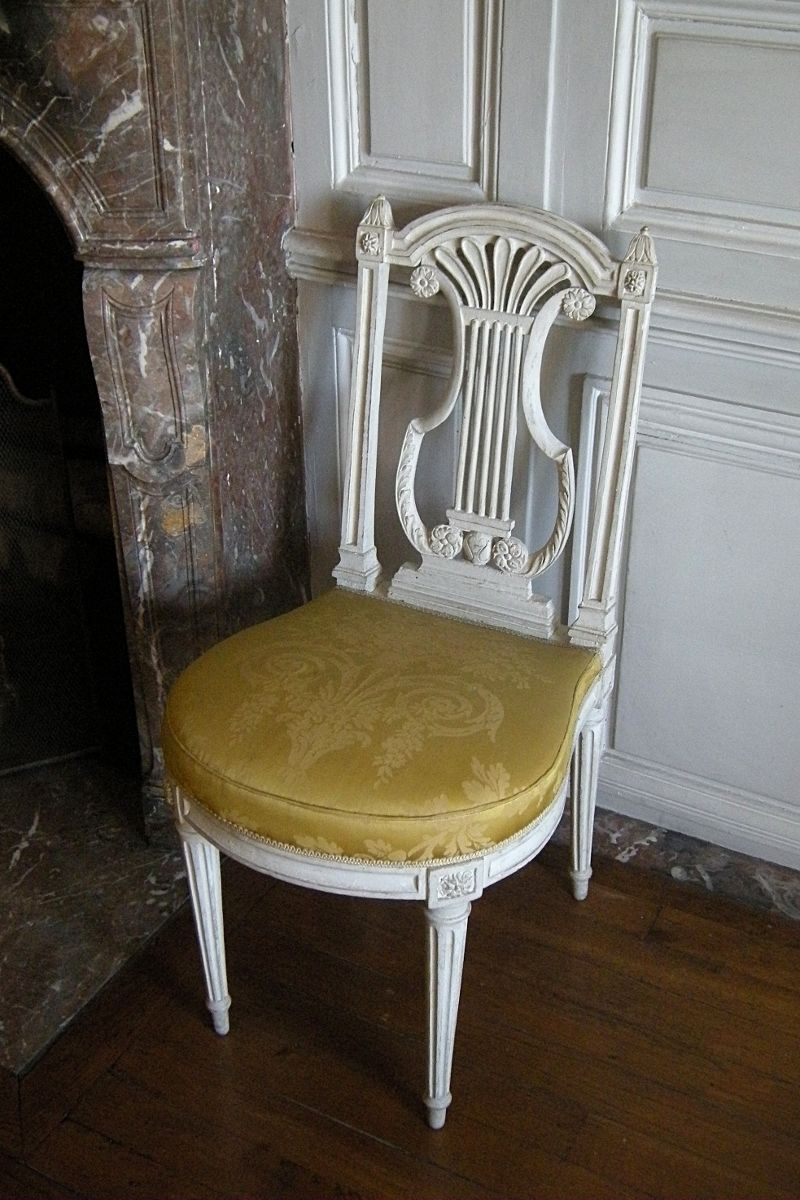
Chaise lyre, époque Louis XVI, château de Vaux-le-Vicomte.
Panton Chair (1960)[12],[13].
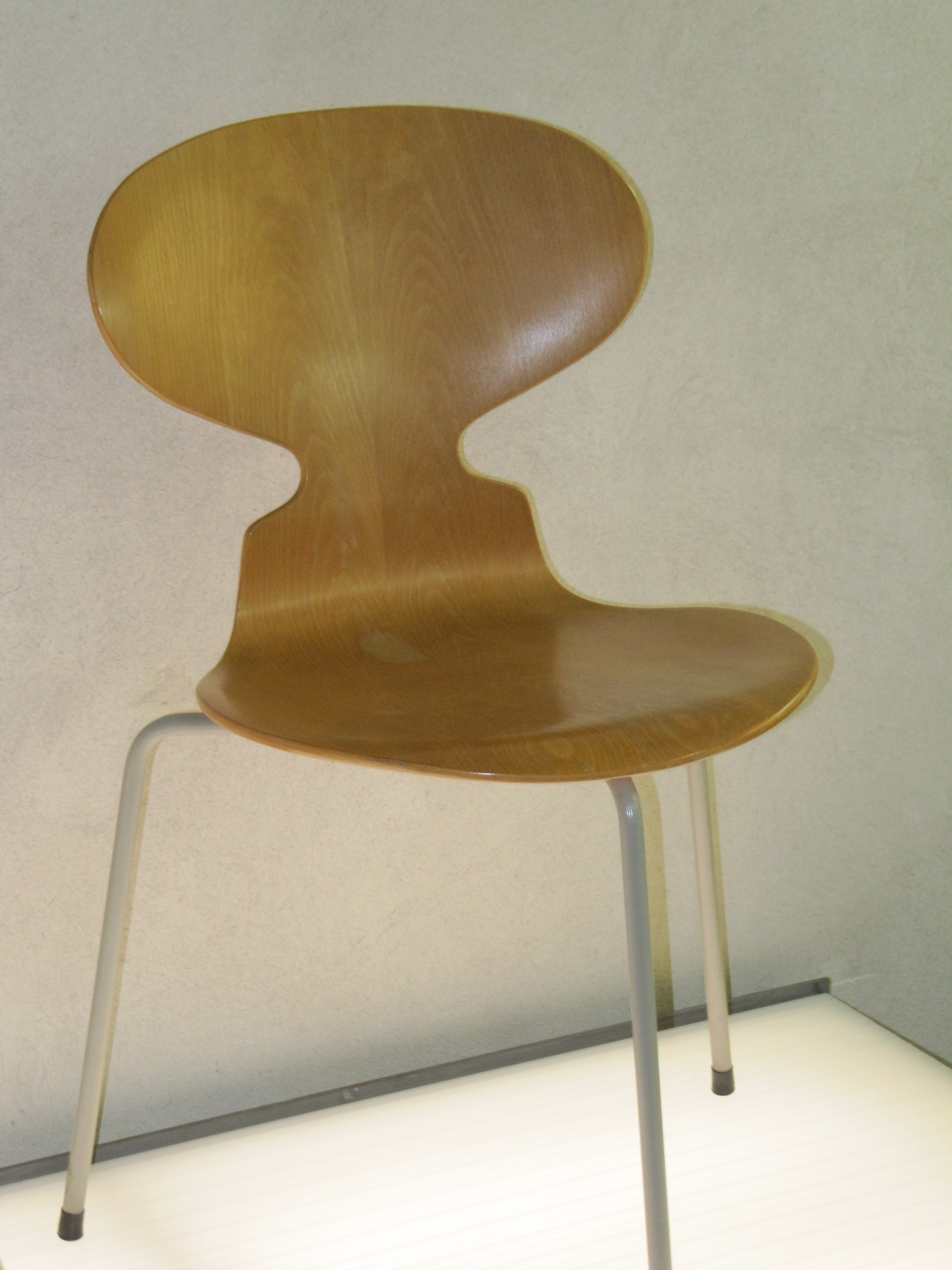
Chaise Ant d’origine telle que présentée au Designmuseum Danmark.
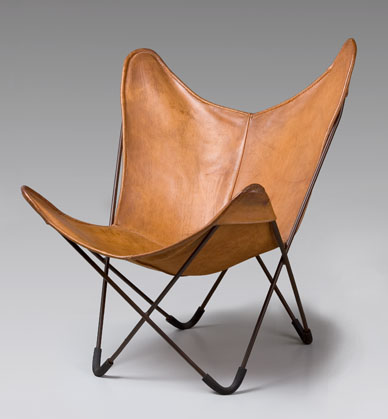
Chaise papillon.
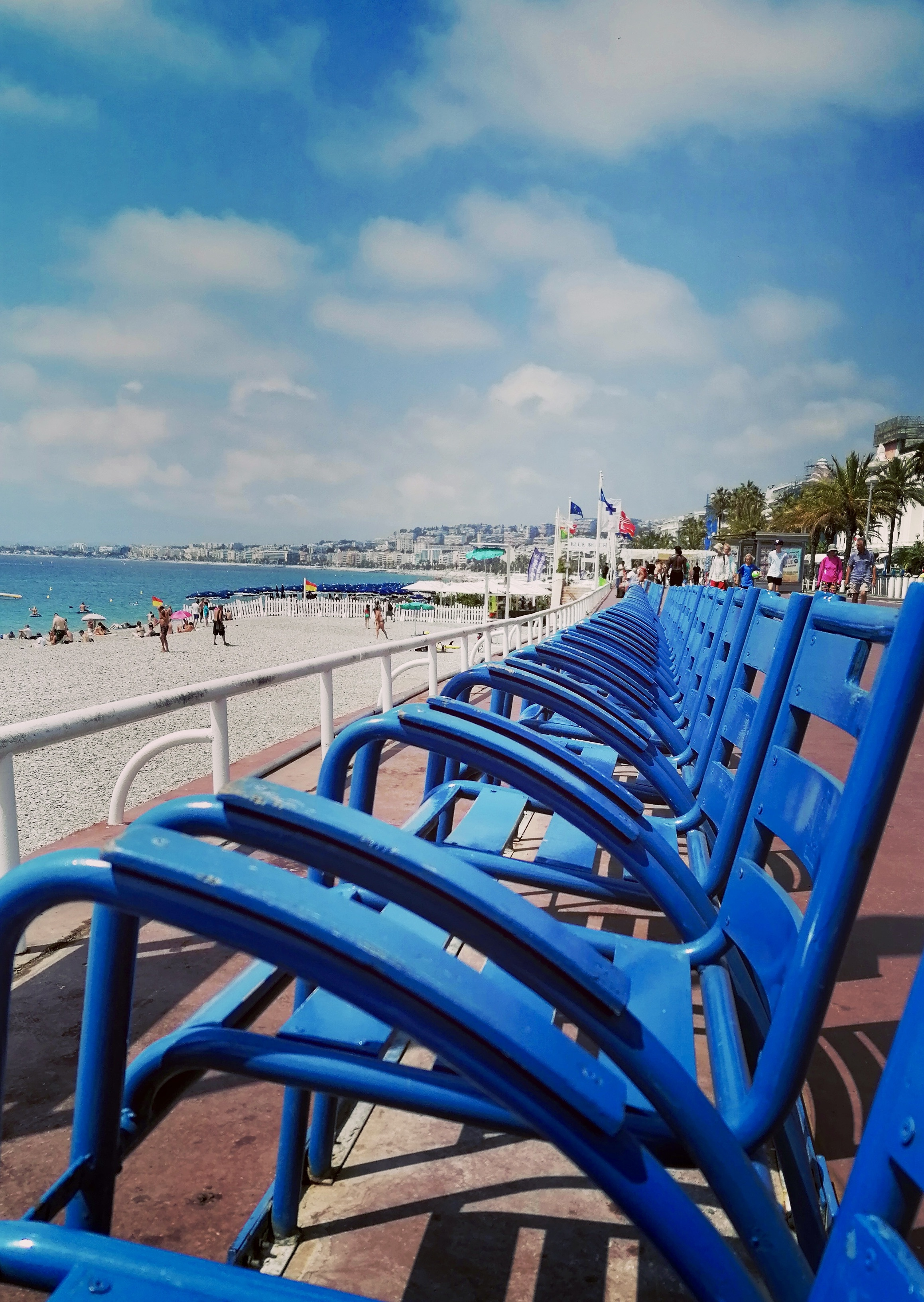
Chaises Bleues de la Promenade des Anglais à Nice.
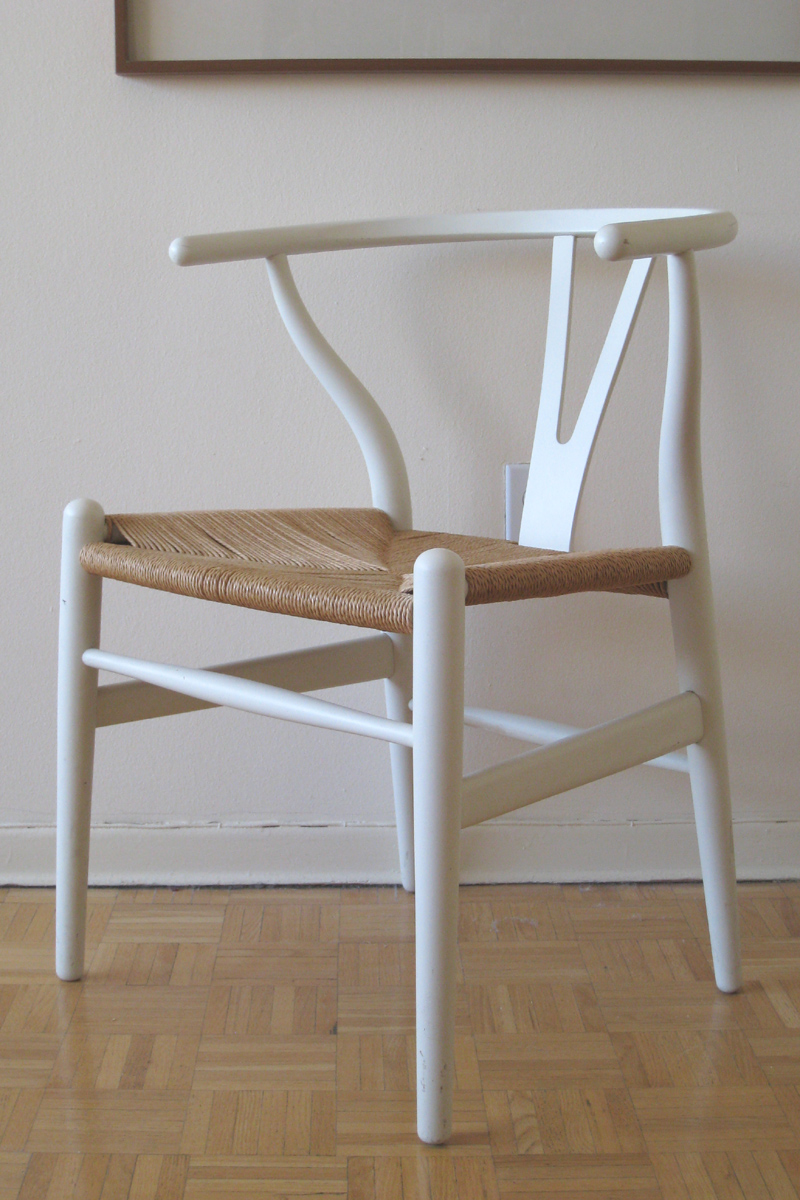
Chaise Wishbone.